# Paralleldach

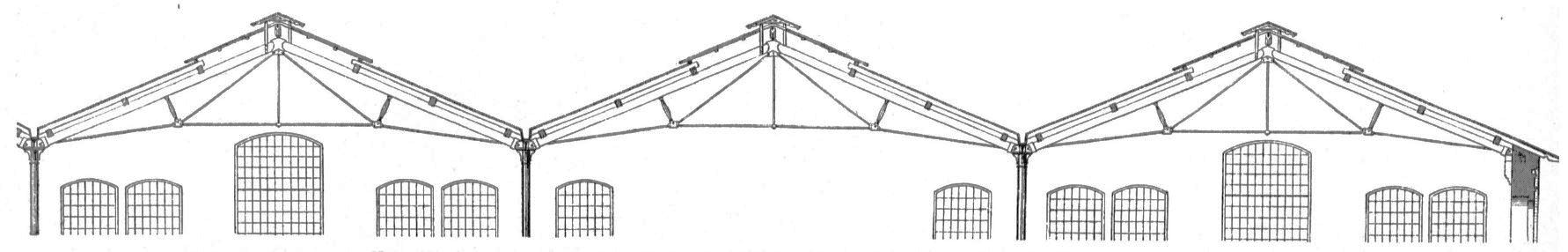
Paralleldach (Querschnitt durch ein Eisenbahn-Werkstattgebäude)

Ein Paralleldach (auch Parallelsatteldach) ist in der Architektur eine Dachform mit mehreren nebeneinander angeordneten Satteldächern über einem einzigen Baukörper.

## Geschichte und Verwendung
Paralleldächer oder sogenannte mehrfache Satteldächer entstanden bei historischen Gebäuden auf besonders tiefen bzw. breiten Gebäuden, wenn ein einziges aufwändiges und hohes Satteldach vermieden werden sollte. Einige mittelalterliche Hallenkirchen im südlichen Ostseeraum zeigen solche Dächer. Bekannt ist auch bei norddeutschen Herrenhäusern der Typ des sogenannten Schleswig-Holsteinischen Doppelhauses mit seinen charakteristischen Paralleldächern.

Es können beliebig viele Satteldächer zu einem Paralleldach aneinandergereiht werden. Wiederaufgegriffen wurden Paralleldächer in der Industriearchitektur des 19. Jahrhunderts mit eisernen Dachkonstruktionen bei Hallenbauten. Eine moderne Form der Paralleldächer zeigen einige Tragwerke in Leichtbauweise, so die in der DDR verwendete VT-Falte.

Beispiele
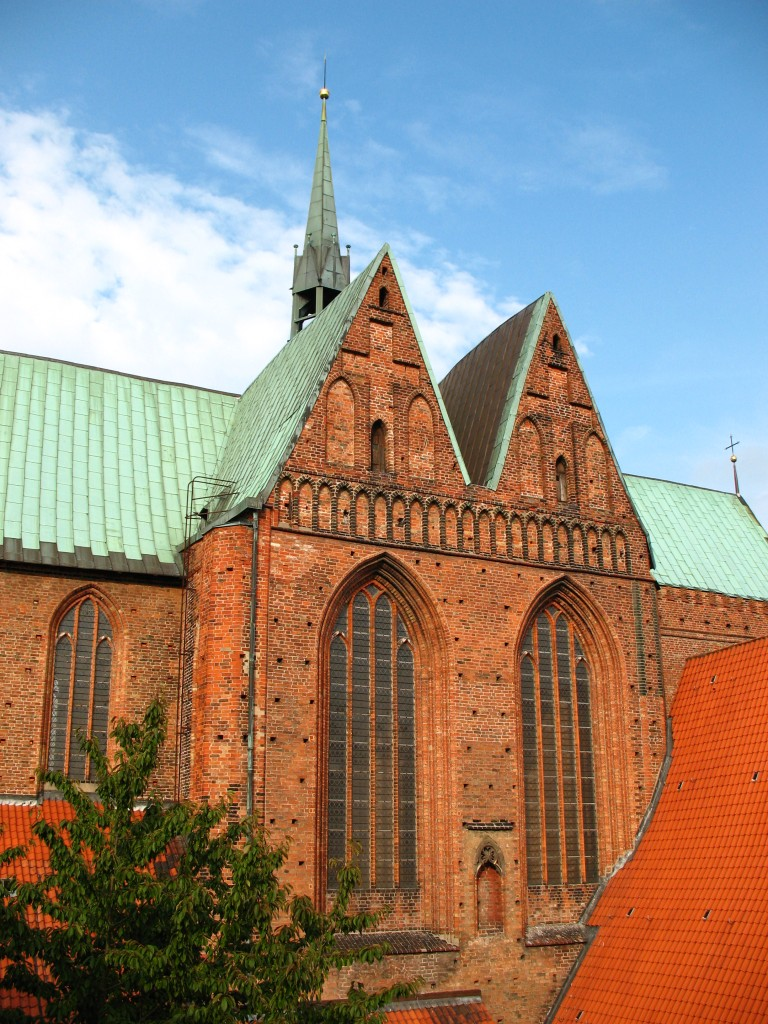
Paralleldach auf dem Querhaus der Katharinenkirche, Lübeck
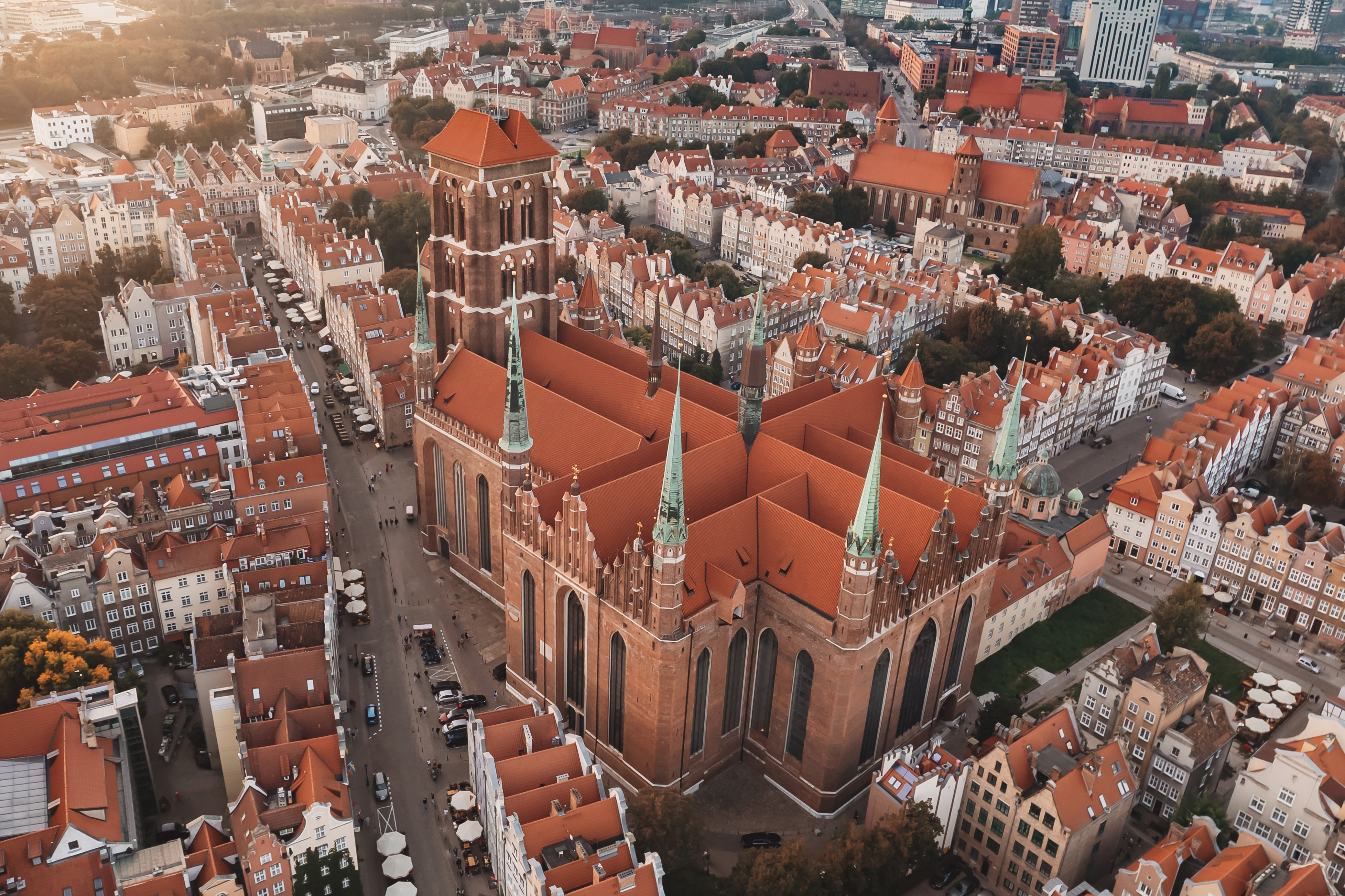
Paralleldächer der Marienkirche Danzig
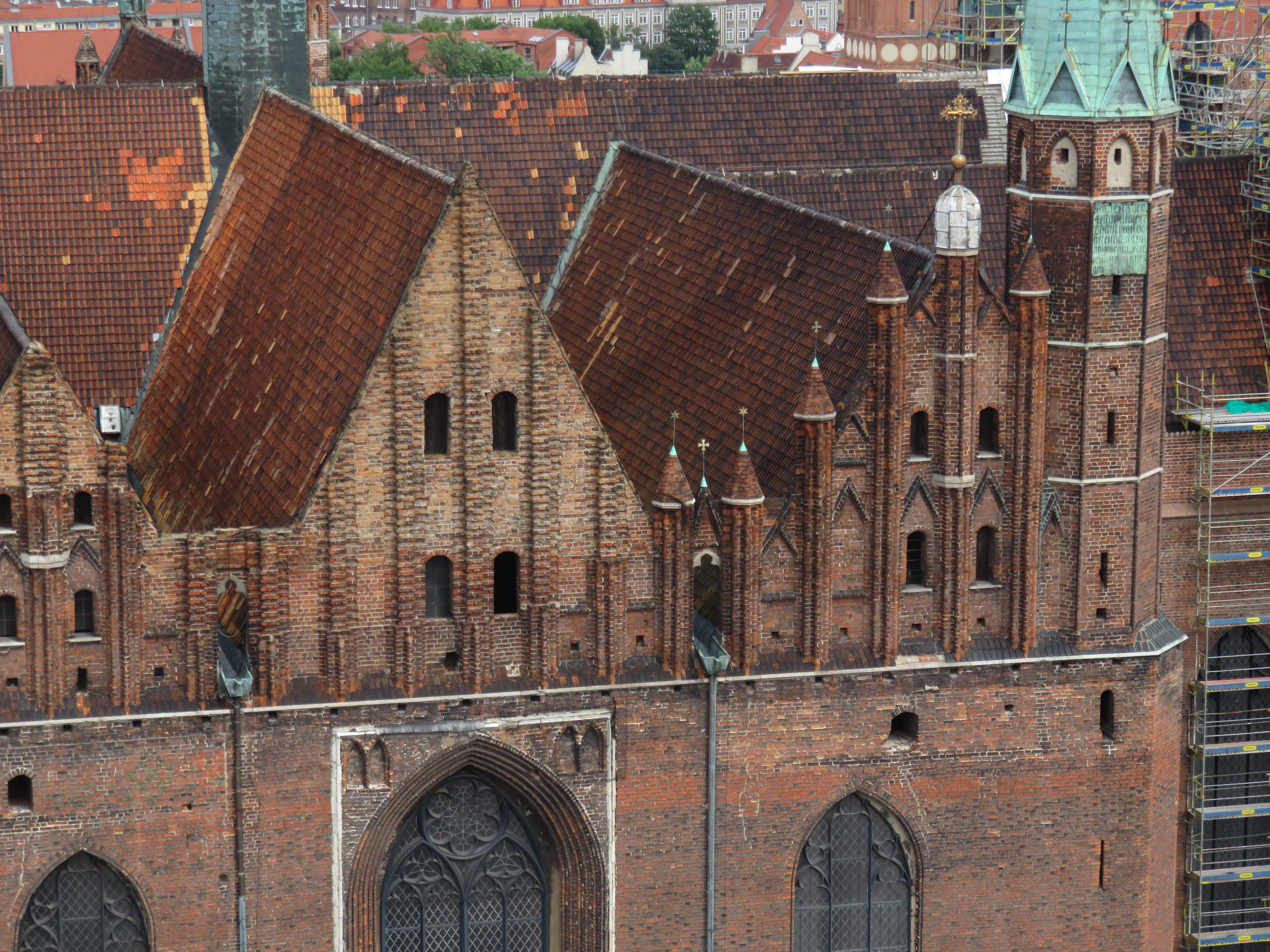
Detailansicht der Marienkirche Danzig: Paralleldächer mit Entwässerung der Dachgräben
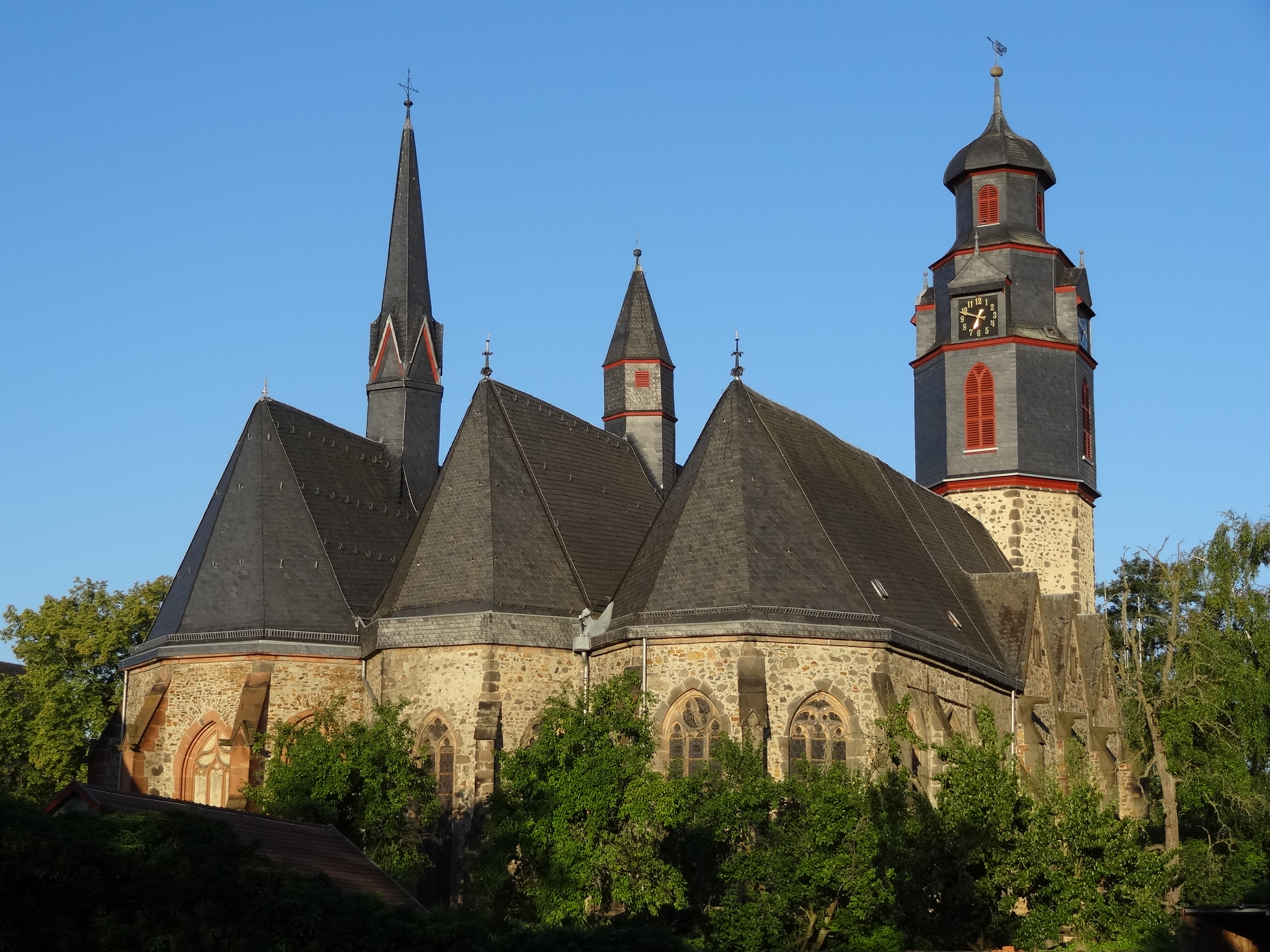
Paralleldächer auf der Markuskirche Butzbach
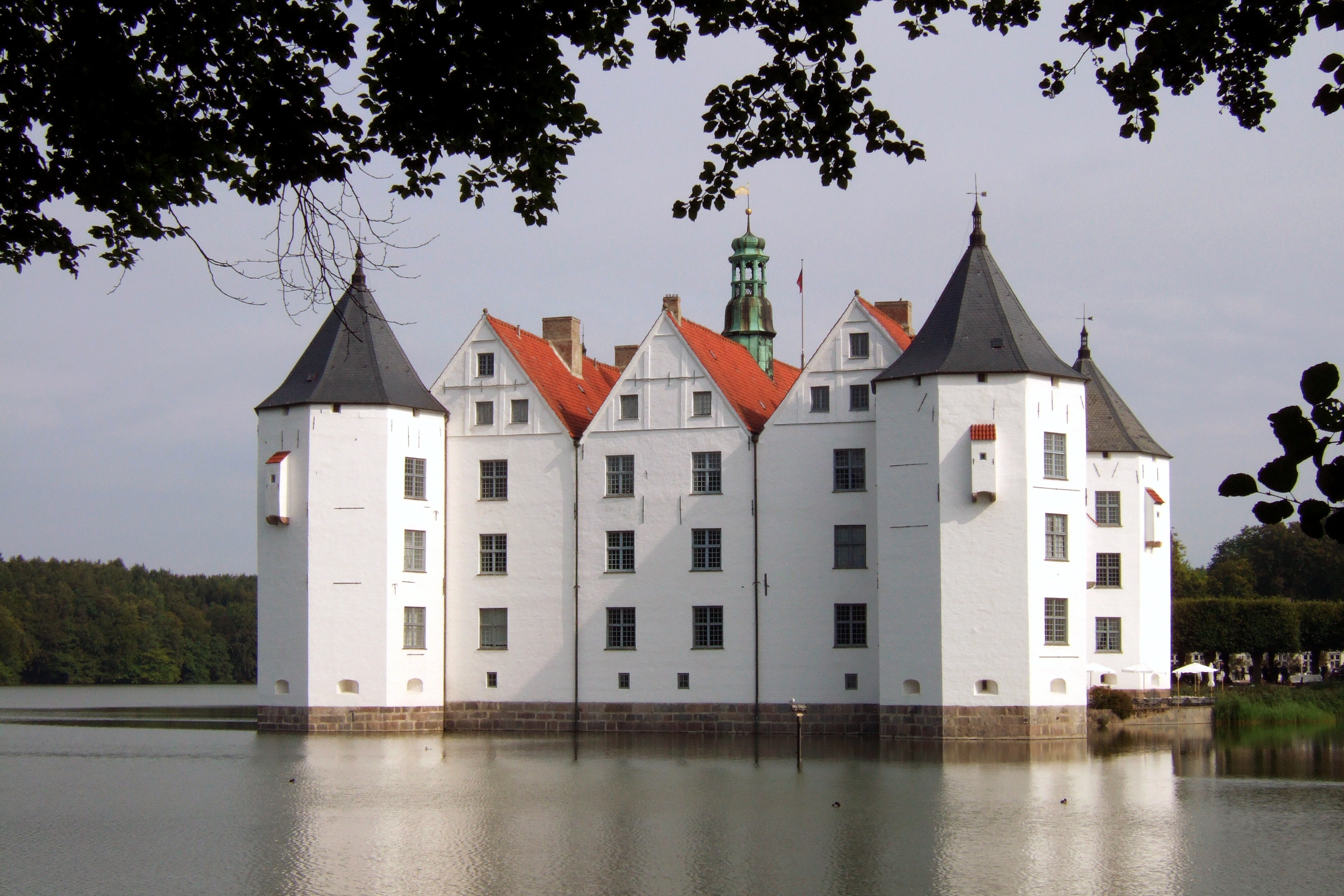
Paralleldächer, Schloss Glücksburg
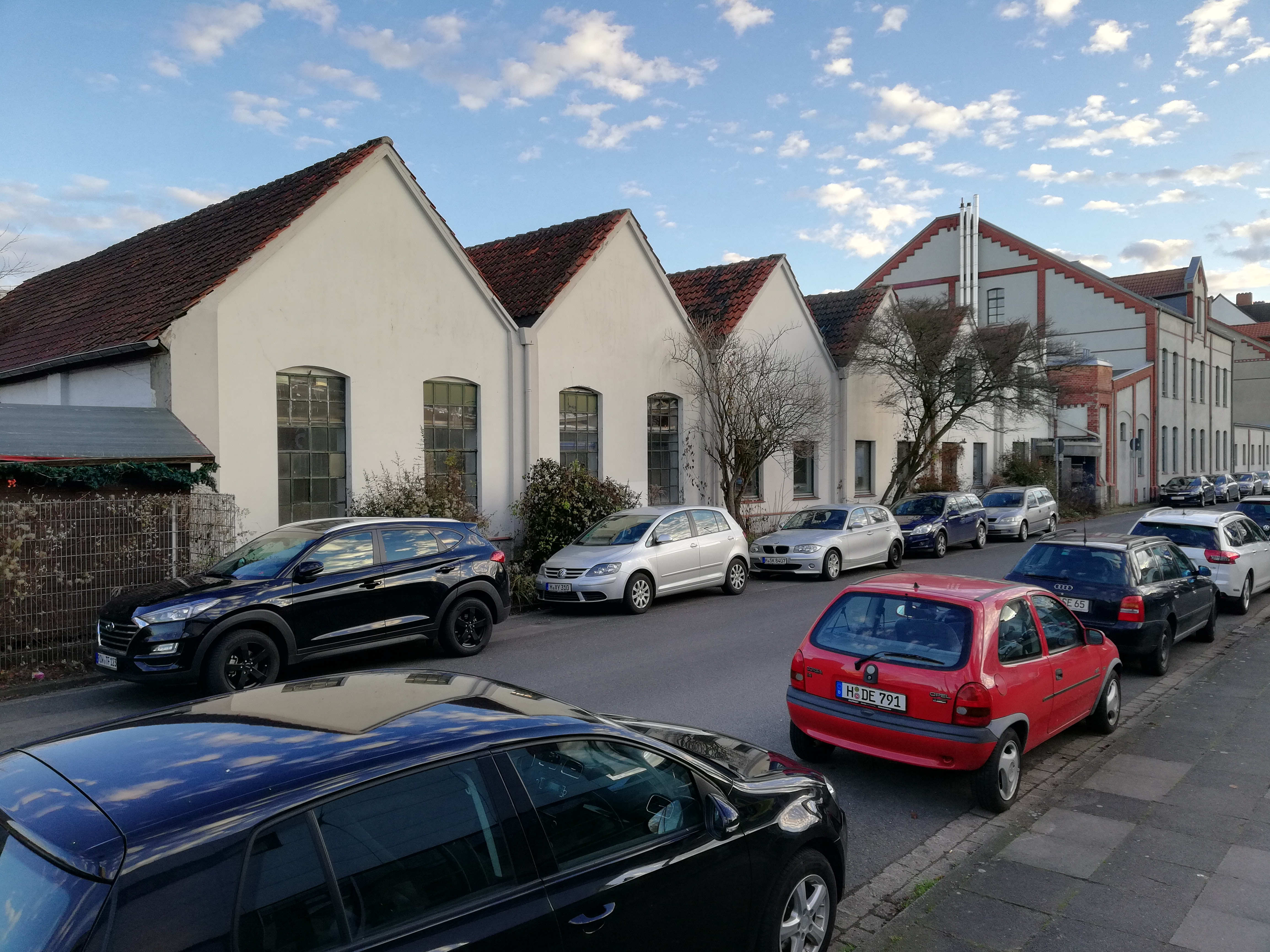
Paralleldächer auf der Bettfedernfabrik Aschoff & Gramann in Hannover, 1899
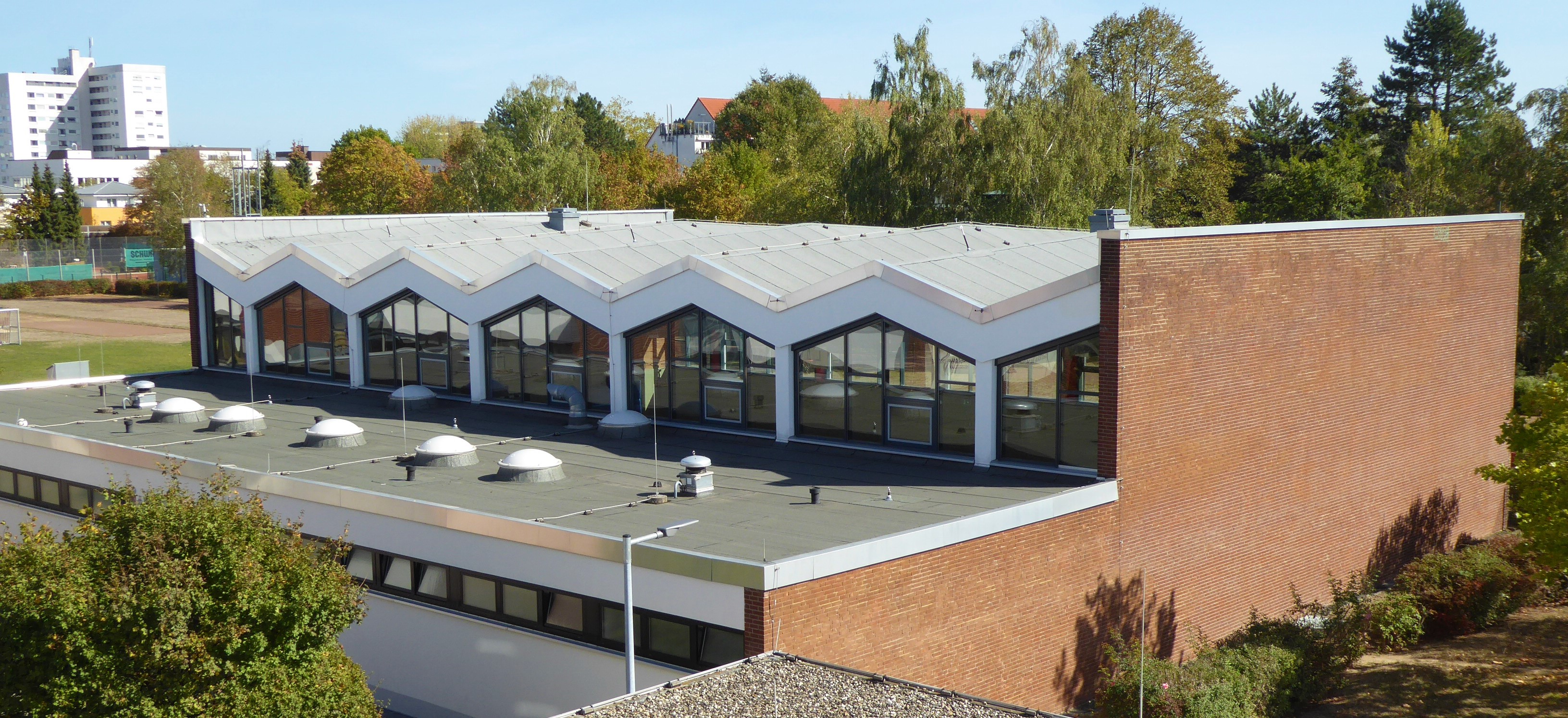
Paralleldächer bzw. Grabendach-Reihe der Turnhalle der Adolf-Reichwein-Schule (Heusenstamm), 1965–1967
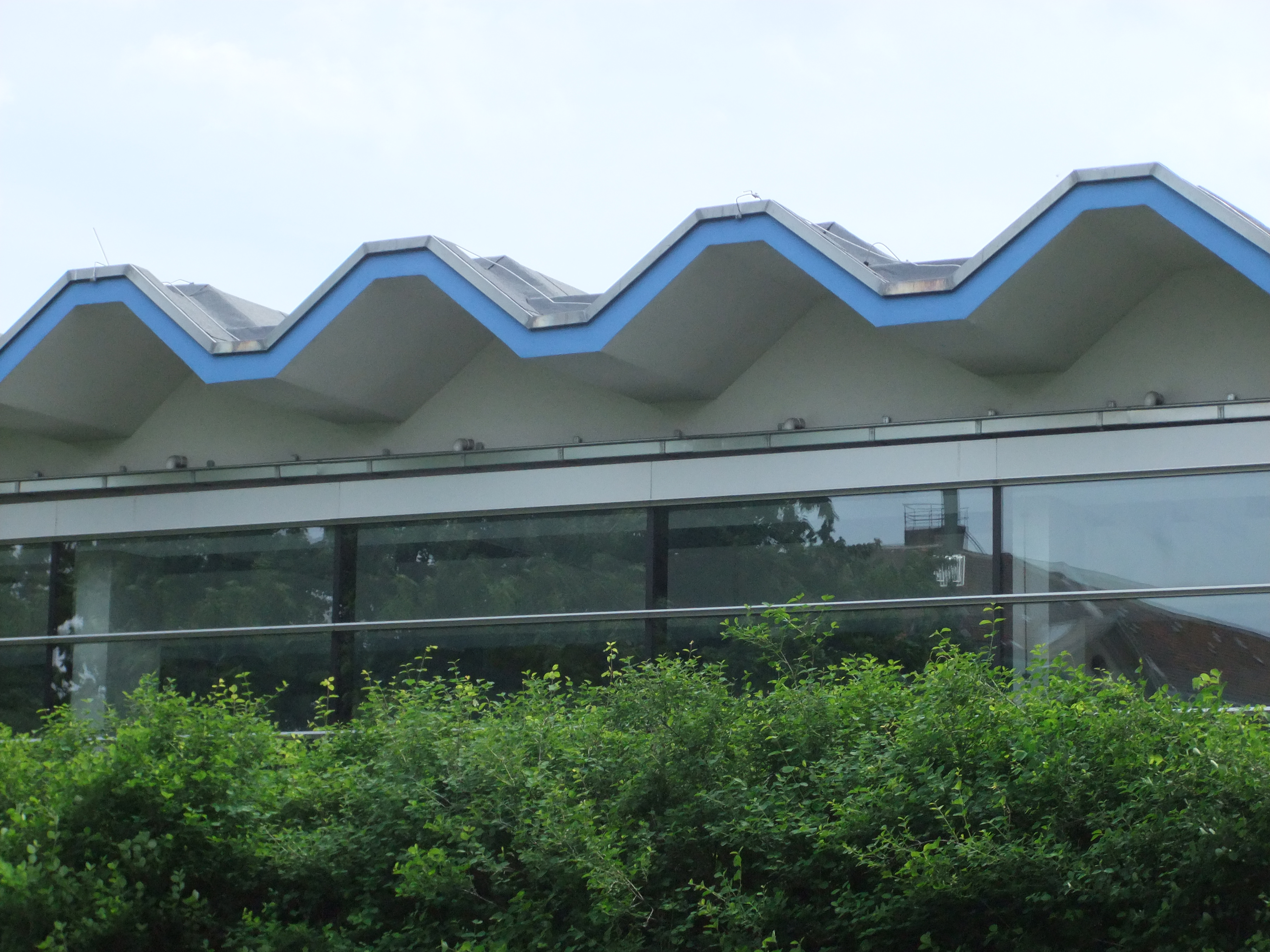
Schwimmhalle Fischerinsel (Berlin) mit VT-Falte, 1977–1979

## Schadensproblematik
Bei Paralleldächern entstehen in den Gräben der aneinanderstoßenden Traufen bei nicht genügender Abführung des Regenwassers Probleme durch stauende Nässe. An mittelalterlichen Bauten wurden am Auslass der Dachgräben Wasserspeier eingebaut, die heute oft in Fallrohre münden. Außerdem gestaltet sich händische Schneeräumung in den Dachgräben aufwendig.